# Юдит Шалански
Юдит Шалански (на немски: Judith Schalansky) е немска писателка, автор на романи и есета.

## Биография
Юдит Шалански е родена през 1980 г. в Грайфсвалд. Следва история на изкуството в Свободен университет Берлин и комуникационен дизайн в Потсдам. Завършва през 2007 г. и до 2009 г. преподава „основи на типографията“ в Потсдам.
Шалански започва публицистичната си дейност през 2006 г. с типографския компендиум „Фрактур моя любов“ („Fraktur mon Amour“).
Две години по-късно осъществява своя литературен дебют с моряшкия роман „Синьо не ти отива“ („Blau steht dir nicht“) (2008).
Шалански сама оформя няколко свои книги, които редовно ѝ донасят награди за дизайн.
Нейни творби са преведени на повече от 20 езика.
От пролетта на 2013 г. тя издава книжната поредица „Естествени истории“ („Naturkunden“).
Юдит Шалански е член на немския ПЕН клуб.
Живее в Берлин.

## Награди и отличия
- 2007: Silbermedaille des Art Directors Club Deutschland, für Fraktur mon Amour
- 2007: Award for Typographic Excellence des Type Directors Club, für Fraktur mon Amour [2]
- 2009: Stipendiatin der Villa Aurora in Los Angeles
- 2009: 1. Preis der Stiftung Buchkunst: „Schönstes deutsches Buch des Jahres“, für Atlas der abgelegenen Inseln
- 2010: Designpreis der Bundesrepublik Deutschland in Silber in der Kategorie Kommunikationsdesign
- 2010: Aufenthaltsstipendium im Künstlerhaus Lukas, Ahrenshoop
- 2011: Der Asteroid (95247) Schalansky wurde am 15. Juni 2011 nach ihr benannt
- 2011: Essay Prize, für Atlas of Remote Islands
- 2012: „Награда Фридрих Хьолдерлин на град Бад Хомбург“ (поощрение)
- 2012: „Шпихер: литературна награда Лойк“ (gemeinsam mit John Burnside)[3]
- 2012: Comburg-Literaturstipendium, Schwäbisch Hall[4]
- 2012: 1. Preis der Stiftung Buchkunst: „Schönstes deutsches Buch des Jahres“, für Der Hals der Giraffe
- 2013: „Награда Лесинг“ на Саксония (поощрение)
- 2013: Märkisches Stipendium für Literatur[5]
- 2014: Mainzer Stadtschreiberin[6]
- 2014: „Награда на литературните домове“
- 2015: „Награда Дросте“
- 2016/17: Poetikdozentur: junge Autoren der Hochschule RheinMain und der Landeshauptstadt Wiesbaden[7]
- 2018: Irmtraud-Morgner-Literaturpreis, erstmals vergeben von einem Frauenhaus in Chemnitz[8]
- 2018: „Награда Вилхелм Раабе (2000)“ für Verzeichnis einiger Verluste